# Линвил (Тенеси)
Линвил (енгл. Lynnville) град је у америчкој савезној држави Тенеси.

## Демографија
По попису из 2010. године број становника је 287, што је 58 (-16,8%) становника мање него 2000. године.
| Група             | 2000.       | 2010.       |
| Белци             | 303 (87,8%) | 259 (90,2%) |
| Афроамериканци    | 33 (9,6%)   | 23 (8,0%)   |
| Азијати           | 1 (0,3%)    | 0 (0,0%)    |
| Хиспаноамериканци | 0 (0,0%)    | 4 (1,4%)    |
| Укупно            | 345         | 287         |